# Kappadókiai atyák
A kappadókiai atyák a 19. század óta ismeretes, a mai Törökország közepén fekvő földrajzi területre (Kappadókia) utaló elnevezés, a 4. században rendkívül nagy hatást kifejtő teológusokat jelöli, úgymint:
- Nagy Szent Vazul (329 – 379),
- Nazianzi Szent Gergely (329 – 389),
- Nüsszai Szent Gergely (331 – 395?)